# Synageva
Synageva BioPharma Corp. era una compañía biofarmacéutica que cotiza en NASDAQ: GEVA (NASDAQ: GEVA) con sede en Lexington, Massachusetts, dedicada al descubrimiento, desarrollo y suministro de medicamentos para pacientes con enfermedades raras y altas necesidades médicas. La compañía fábricas y laboratorios en Lexington y Holden, Massachusetts, Bogart, Atenas, Georgia, así como oficinas en una gran cantidad de lugares por todo el mundo. 

## Historia
Synageva se formó cuando Sanj K. Patel (anteriormente ejecutivo de Genzyme Corporation, Cambridge, Massachusetts) fue abordado a principios de 2008 por Baker Bros. Inversiones para ser el CEO de Avigenics, Inc., de propiedad privada, en Athens, Georgia, una compañía formada inicialmente por el Dr. Robert Ivarie de la Universidad de Georgia. Al unirse a AviGenics en junio de 2008, el Sr. Patel cambió el rumbo de la compañía para así centrarse en productos para el tratamiento de enfermedades raras y devastadoras. Esto representó un cambio sustancial en la estrategia comercial de la compañía original, la cual era desarrollar medicamentos biológicamente similares utilizando una nueva tecnología de producción de proteínas a partir de la clara de huevo (EW). La tecnología patentada por la compañía produce proteínas mediante tecnología de ADN recombinante en  la clara del huevo (EW) usando un sistema de expresión de Gallus transgénico. Las proteínas se purifican luego usando métodos convencionales de cromatografía de proteínas recombinantes. 
Con el apoyo de un equipo dedicado y experimentado, Synageva se hizo pública en el mercado global NASDAQ en noviembre de 2011 al completar una fusión inversa con Trimeris, Inc. Synageva luego trasladó su sede corporativa a Lexington, Massachusetts.
El 6 de mayo de 2015, Alexion Pharmaceuticals ( NASDAQ: ALXN) y Synageva anunciaron que firmaron un acuerdo definitivo en el que Alexion adquiriría Synageva por un valor de $ 230 por acción. La transacción fue aprobada por unanimidad por las Juntas Directivas de ambas compañías y está valorada en aproximadamente $ 8.4 mil millones netos del efectivo de Synageva (un total de $ 9.1 mil millones). Esta fue una de las mayores primas pagadas a cualquier empresa con más de $ 5 mil millones en capitalización de mercado desde 1995.

## Productos
En julio de 2008, el Sr. Patel diseñó e inició el programa líder de Synageva, Kanuma® ( sebelipasa alfa ) para abordar una enfermedad rara y devastadora conocida como deficiencia de lipasa de ácido lisosomal ( deficiencia de LAL). Kanuma es una forma recombinante de la enzima LAL humana natural y se está desarrollando una terapia de reemplazo enzimático para pacientes con deficiencia de LAL. La deficiencia de LAL es una enfermedad grave y potencialmente mortal asociada con mortalidad temprana y morbilidad significativa. La deficiencia de LAL es una enfermedad crónica en la que las mutaciones genéticas provocan una disminución de la actividad de la enzima LAL; Esto lleva a una marcada acumulación de lípidos en órganos vitales, vasos sanguíneos y otros tejidos, lo que resulta en daño progresivo y multisistémico de órganos, incluyendo fibrosis, cirrosis, insuficiencia hepática, aterosclerosis acelerada, enfermedad cardiovascular y otras consecuencias devastadoras. La deficiencia de LAL afecta a pacientes de todas las edades con complicaciones clínicas repentinas e impredecibles que se manifiestan desde la infancia hasta la edad adulta. La enfermedad se puede diagnosticar con un simple análisis de sangre. 
Kanuma recibió la designación huérfana de la Administración de Drogas y Alimentos de los Estados Unidos (FDA), la Agencia Europea de Medicamentos (EMA) y el Ministerio de Salud, Trabajo y Bienestar de Japón. Kanuma también recibió la designación de vía rápida por parte de la FDA y la designación de terapia innovadora por parte de la FDA para la deficiencia de LAL que se presenta en bebés. La FDA aceptó la revisión de la Solicitud de licencia de productos biológicos (BLA) para Kanuma, aceptó la solicitud de Synageva de revisión prioritaria y estableció una fecha de acción objetivo del 8 de septiembre de 2015 en virtud de la Ley de tarifas de usuarios de medicamentos recetados (PDUFA). La EMA validó la Solicitud de autorización de comercialización (MAA) para Kanuma y accedió a la solicitud de la empresa para una evaluación acelerada. 
Los otros "programas de ductos" de Synageva consistieron en programas terapéuticos de proteínas para enfermedades raras con necesidades médicas insatisfechas en varias etapas de desarrollo, incluyendo un ensayo de Fase 1/2 con su segundo programa de primer movimiento, SBC-103 para MPS IIIB. El tercer programa de primer movimiento de la compañía, SBC-105, fue una terapia de reemplazo enzimático en el desarrollo preclínico para trastornos de calcificación. Además de estos programas de primer movimiento, la cartera de Synageva también consistió en oportunidades que aprovecharon la plataforma de fabricación EW de la compañía y otras capacidades para crear tratamientos potencialmente bio-superiores para las poblaciones de pacientes donde todavía hay una necesidad médica insatisfecha. La compañía pudo producir enzimas dirigidas al síndrome de Hunter, la enfermedad de Fabry y la enfermedad de Pompe con niveles de expresión y actividad que respaldaron un mayor desarrollo preclínico. 